# Лычковцы (Тернопольская область)

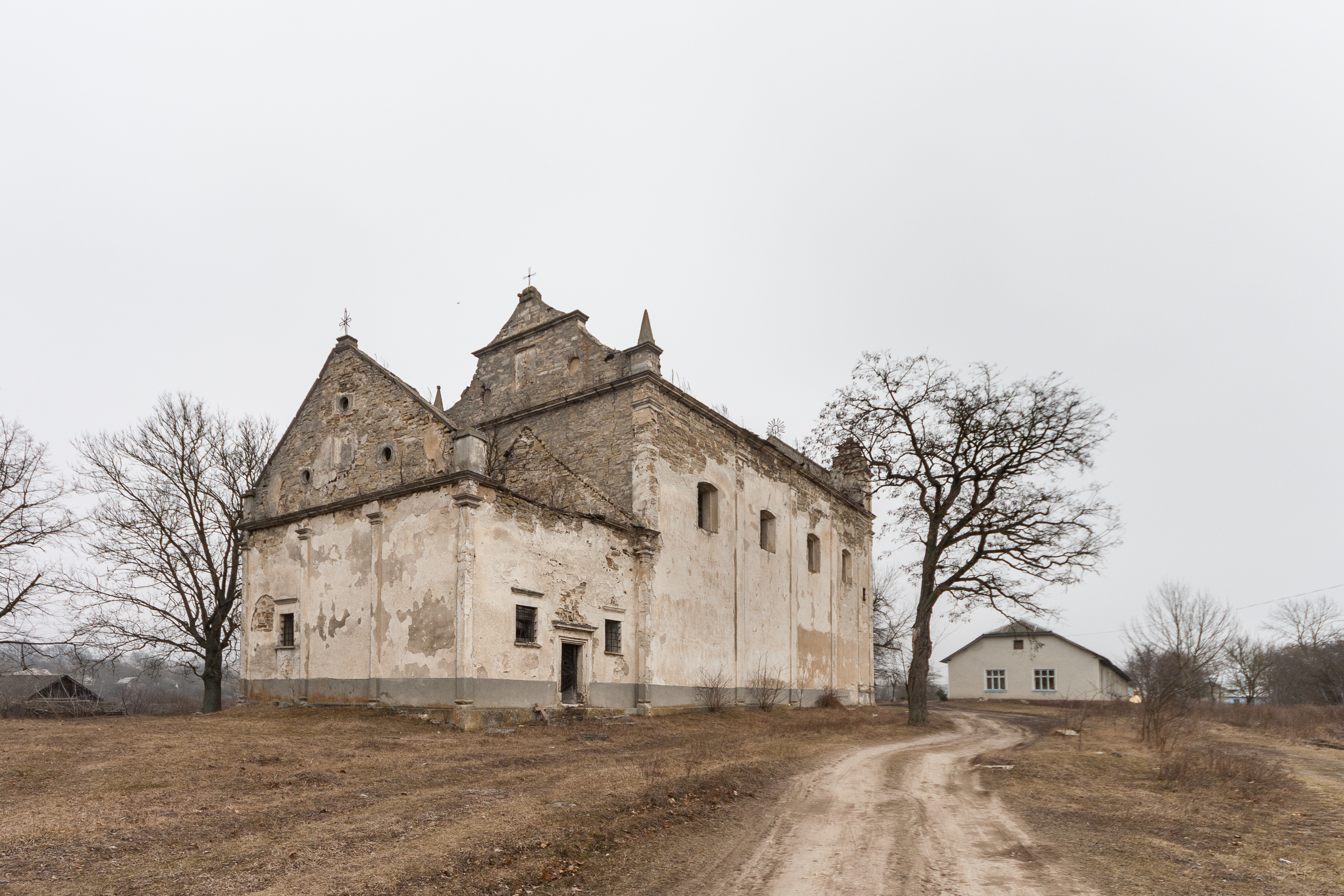
Костёл Непорочного Зачатия Девы Марии

Лычковцы (укр. Личківці) — село в Гусятинской поселковой общине Чортковского района Тернопольской области Украины.
До 2020 года входило в Гусятинский район.
Код КОАТУУ — 6121683901. Население по переписи 2001 года составляло 1313 человек.

## Географическое положение
Село Лычковцы находится на берегу реки Гнилая в месте впадения в неё реки Тайна,
выше по течению на расстоянии в 2 км расположено село Самолусковцы,
ниже по течению на расстоянии в 4,5 км расположено село Ольховчик,
на противоположных берегах рек — село Трибуховцы.
Через село проходит автомобильная дорога Т-2002.

## История
- 1562 год — дата основания.

## Объекты социальной сферы
- Школа.
- Дом культуры.
- Фельдшерско-акушерский пункт.